# 박선철 (1884년)
박선철(朴善哲, 1884년 음력 1월 17일 ~ ?)은 대한제국과 일제강점기의 관료이다. 호(號)는 산남(山南).

## 생애
출생지는 현재의 경기도 김포 지역이다. 경기 평택에서 성장한 그는 대한제국 말기인 1907년에 탁지부 세무주사로 관리 생활을 시작했다.
이후 재무서 주사를 지내던 중 1910년에 한일 병합 조약이 체결되면서 조선총독부 서기로 이동해 평양에 발령받았다. 순천군과 평원군 등 평안남도 지역에서 군서기로 근무했다.
1921년에는 고등관 8등인 조선총독부 군수로 승진하였다. 성천군을 시작으로 평원군, 룡강군, 강서군, 강동군의 군수를 차례로 역임했다.
강동군수를 마지막으로 1931년에 군수직에서 물러났다.
군수 퇴임 직후 평양기림우편소에 발령받아, 이듬해에는 이 우편소의 소장으로 임명되었다. 평양기림우편소장이던 1935년에 총독부가 시정 25주년을 기념해 표창한 표창자 명단에 들어 있다. 1939년까지 평양 지역 유지로 활동하면서 우편소장으로 재직 중이었고, 종5위 훈6등에 서위되어 있었다.
2008년에 민족문제연구소가 친일인명사전 편찬을 위해 선성한 친일인명사전 수록예정자 명단 중 관료 부문에 포함되었다.

## 참고자료
- 박선철(朴善哲) - 국사편찬위원회